# Leucomium steerei
Leucomium steerei är en bladmossart som beskrevs av Bruce H. Allen och Veling in B. H. Allen 1987. Leucomium steerei ingår i släktet Leucomium och familjen Hypnaceae. Inga underarter finns listade i Catalogue of Life.